# La Corregidora (estación)
La Corregidora será la estación terminal del Tren Ciudad de México-Querétaro que estará ubicada en la zona del 17/ del Campo Militar de la ciudad de Santiago de Querétaro, Querétaro. Fue anunciado por Claudia Sheinbaum el 27 de abril de 2025, como parte de los planes nacionales de infraestructura ferroviaria del 2018 al 2050.
La estación está compuesta por 10 Vías y 5 andenes.